# Steven Theunissen
Steven Theunissen (Ulft, 4 mei 1999) is een Nederlandse voetballer die doorgaans als verdediger speelt. Hij debuteerde op 6 oktober 2017 in het betaald voetbal als speler van Jong PSV.

## Carrière
Theunissen speelde in de jeugd van SDOUC tot hij in 2010 werd opgenomen in de jeugdopleiding van De Graafschap. Die verruilde hij in 2014 voor die van PSV. Theunissen maakte op 6 oktober 2017 zijn debuut in het betaald voetbal. Hij speelde die dag met Jong PSV een wedstrijd in de Eerste divisie, thuis tegen Jong AZ (1–2 verlies). Hij kwam in de 62e minuut in het veld als vervanger van Karim Bannani. Op 16 juni maakte tweede divisionist GVVV bekend de 21-jarige over te nemen van PSV.

## Clubstatistieken
| Seizoen     | Club        | Competitie     | Competitie | Competitie | Beker | Beker | Internationaal | Internationaal | Totaal | Totaal |
| Seizoen     | Club        | Competitie     | Wed.       | Dlp.       | Wed.  | Dlp.  | Wed.           | Dlp.           | Wed.   | Dlp.   |
| ----------- | ----------- | -------------- | ---------- | ---------- | ----- | ----- | -------------- | -------------- | ------ | ------ |
| 2017/18     | Jong PSV    | Eerste divisie | 1          | 0          | 0     | 0     | —              | —              | 1      | 0      |
| 2018/19     | Jong PSV    | Eerste divisie | 28         | 0          | 0     | 0     | —              | —              | 28     | 0      |
| 2019/20     | Jong PSV    | Eerste divisie | 5          | 0          | 0     | 0     | —              | —              | 5      | 0      |
| Club totaal | Club totaal | Club totaal    | 34         | 0          | 0     | 0     | 0              | 0              | 34     | 0      |

Bijgewerkt t/m 5 oktober 2019